# Synaphobranchus
Genre
Synaphobranchus est un genre de poissons téléostéens serpentiformes.

## Liste des espèces
- Synaphobranchus affinis Günther, 1877
- Synaphobranchus australis Regan, 1913
- Synaphobranchus brevidorsalis Günther, 1887
- Synaphobranchus capensis (Barnard, 1923)
- Synaphobranchus kaupii Johnson, 1862
- Synaphobranchus oregoni Castle, 1960
- Leptocephalus dolichorhynchus Lea, 1913